# ナベ・とものチアーズランド
ナベ・とものチアーズランドは、東北放送制作で毎週土曜日に放送していたラジオ番組。「チアーズ」とは乾杯の意。提供は酒卸販売会社「やまや」。2009年7月25日で放送を終了した。後番組はチアーズヴォイス。
東北放送のラジオディレクター（元アナウンサー）・渡辺敏之とアナウンサーの藤沢智子が番組を進行し、酒・ビールなどのアルコール飲料にまつわる様々な話題・歴史をラジオドラマ形式で紹介するコーナーと、お便りコーナー「我が家のお酒物語」で構成していた。
番組ネット局（放送終了以前にネットを終了した局を含む）は、やまやの店舗がある地域のみだった。

## 番組終了時点のネット局・放送時間
- TBC 東北放送（キー局）　12時45分 - 13時00分（「それいけミミゾー」内）
- IBC岩手放送　16時20分 - 16時35分
- ABS 秋田放送　17時 - 17時15分
- YBC 山形放送　12時45分 - 13時00分
- RFC ラジオ福島　12時30分 - 12時45分
- BSN 新潟放送　17時15分 - 17時30分

## 番組終了以前にネットしていた局
- QR 文化放送　（ - 2006年7月1日）文化放送ホームランナイター拡大のため。これにより以下の2局を含めた関東地方での放送から撤退。→この枠の後番組は大村正樹のサイエンスキッズ
- IBS[注 1] 茨城放送　（ - 2006年7月1日）
- CRT 栃木放送　（ - 2006年7月1日）
- KNB 北日本放送
- MRO 北陸放送
- FBC 福井放送
- SF 東海ラジオ
- ABC 朝日放送
- RSK 山陽放送　（? - 2008年3月29日）
- RCC 中国放送

### 備考
青森県（RAB）では東北で唯一、番組開始から終了までこの番組を放送しなかった。やまや自体は青森県内にも店舗展開してはいるが、同地域ではライバルの同業他店が既に強固な地盤を築いているためか、東北他県と比べて同社の出店ペースは鈍く、2008年7月末現在で八戸市内の1店舗（新井田店）のみの出店にとどまっていることも影響しているものと考えられる（但し同じ青森県内でもIBCやABS経由でこの番組を聴取可能な地域もある）。